# 12 Bar Blues
12 Bar Blues – debiutancki album studyjny amerykańskiego wokalisty Scotta Weilanda. Wydawnictwo ukazało się 17 marca 1998 roku nakładem wytwórni muzycznej Atlantic Records. Album dotarł do 42. miejsca amerykańskiej listy przebojów – Billboard 200. W niespełna trzy miesiące od premiery materiał znalazł 90 tys. nabywców w Stanach Zjednoczonych.

## Lista utworów
Opracowano na podstawie materiału źródłowego.
1. „Desperation #5” (muz. i sł.: Scott Weiland) – 4:05
2. „Barbarella” (muz. i sł.: Scott Weiland, Tony Castaneda) – 6:36
3. „About Nothing” (muz. i sł.: Scott Weiland, Tony Castaneda) – 4:48
4. „Where's the Man” (muz. i sł.: Scott Weiland) – 4:55
5. „Divider” (muz. i sł.: Scott Weiland, Victor Indrizzo) – 4:23
6. „Cool Kiss” (muz. i sł.: Scott Weiland) – 4:55
7. „The Date” (muz. i sł.: Scott Weiland) – 5:21
8. „Son” (muz. i sł.: Scott Weiland, Victor Indrizzo) – 5:04
9. „Jimmy Was a Stimulator” (muz. i sł.: Scott Weiland) – 3:58
10. „Lady, Your Roof Brings Me Down” (muz. i sł.: Scott Weiland, Victor Indrizzo) – 5:26
11. „Mockingbird Girl” (muz. i sł.: Scott Weiland, Jeff Nolan, Zander Schloss) – 5:02
12. „Opposite Octave Reaction” (muz. i sł.: Scott Weiland) – 4:18

## Twórcy
Opracowano na podstawie materiału źródłowego.

- Scott Weiland – śpiew, beatbox, loopy, gitara, gitara basowa, perkusja, wibrafon, instrumenty perkusyjne, instrumenty klawiszowe, produkcja muzyczna
- Daniel Lanois – instrumenty klawiszowe, produkcja muzyczna, mastering, miksowanie, gitara, realizacja nagrań
- Victor Indrizzo – gitara elektryczna, gitara akustyczna, gitara basowa, instrumenty klawiszowe, instrumenty perkusyjne, perkusja
- Tracy Chisholm – produkcja muzyczna, realizacja nagrań, miksowanie, mastering, theremin
- David Nottingham, Eric Greedy, Jeff Robinson, John Sorrenson, Rafa Sardina, Reid Miller – asystent inżyniera dźwięku
- Chad Banford, Chris Goss, Jason Gladden – realizacja nagrań
- Martyn LeNoble – gitara basowa, wiolonczela
- Holly Reiger, Tim Gilman – gitara
- Peter DiStefano – gitara, gitara basowa
- Michael Weiland – instrumenty perkusyjne, loopy
- Mark Howard – miksowanie
- Tony Castaneda – gitara, gitara basowa
- Blair Lamb – beatbox, loopy
- Brad Mehldau – instrumenty klawiszowe
- Sheryl Crow – akordeon
- Susie Katayama – wiolonczela
- Novi Novog – altówka
- Joel Derouin, Robin Lorentz – skrzypce
- Jeff Nolan, Zander Schloss – gitara
- Mark Chalecki – mastering
- Blair Lamb – produkcja muzyczna